# Mund VS
| VS ist das Kürzel für den Kanton Wallis in der Schweiz. Es wird verwendet, um Verwechslungen mit anderen Einträgen des Namens Mund zu vermeiden. |

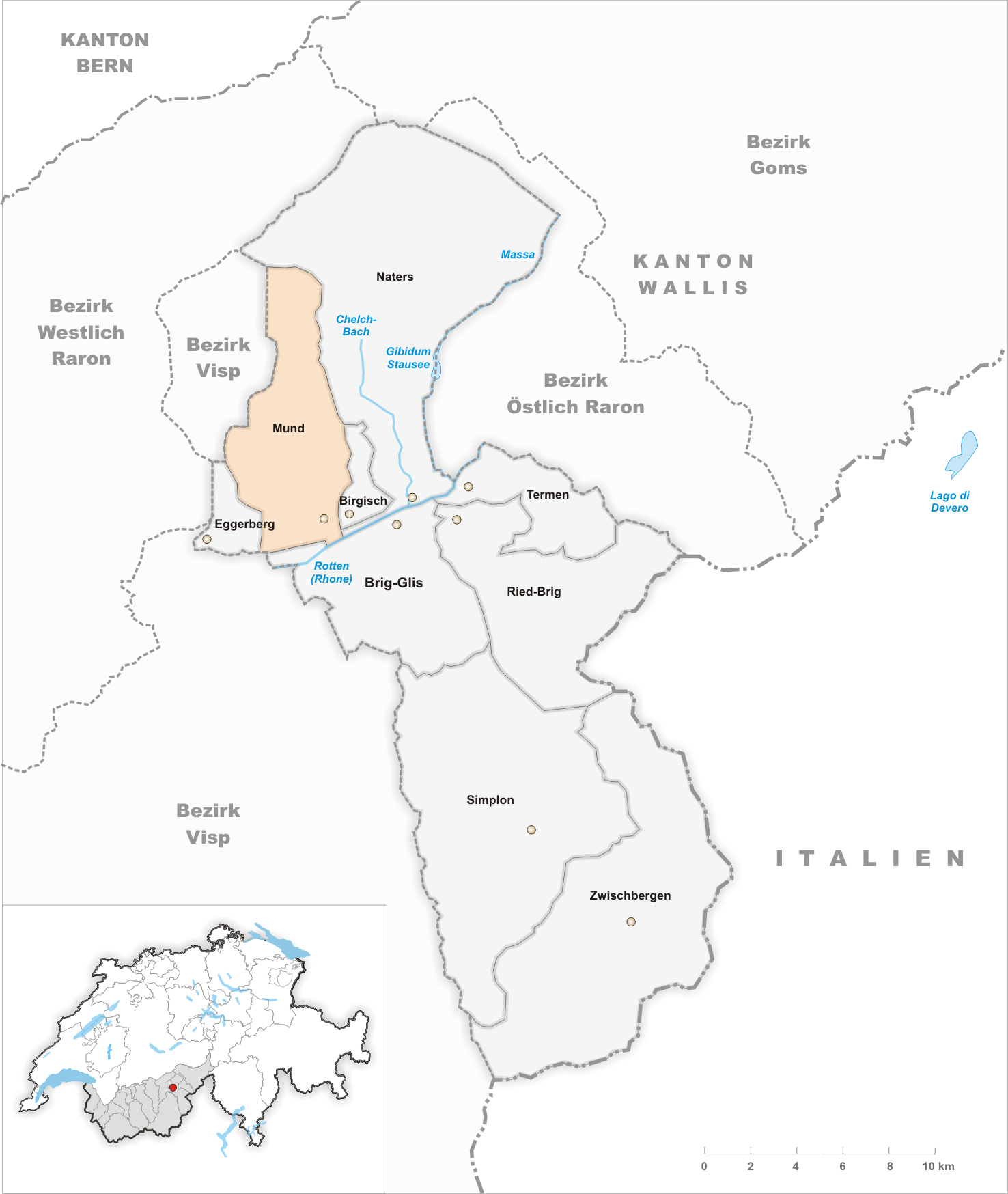
Gemeindestand vor der Fusion am 31. Dezember 2012

Mund, im walliserdeutschen Ortsdialekt ['munːd], ist ein Ortsteil der Gemeinde Naters im Bezirk Brig im deutschsprachigen Teil des Schweizer Kantons Wallis. Er bildet zugleich eine Pfarrgemeinde des Dekanats Brig. Das Bergdorf liegt rund fünfhundert Meter oberhalb der Rhone am Südhang des Lötschbergs, zwischen Visp und Brig-Glis.
Am 1. Januar 2013 fusionierte die bis dahin selbständige politische Gemeinde zusammen mit der Gemeinde Birgisch zur neuen Gemeinde Naters.

## Munder Safran
Mund ist neben Oberstammheim und Müstair der einzige Ort in der Schweiz, wo die Gewürzpflanze Safran angebaut und kultiviert wird. Sie wurde wahrscheinlich von einheimischen Söldnern, die in der Fremde Kriegsdienst leisteten, im 15. Jahrhundert ins Dorf gebracht. Die ältesten schriftlichen Nachweise des Munder Safrans stammen aus dem 19. Jahrhundert. Seit 1979 fördert die Safran-Zunft den Anbau der Gewürzpflanze in Mund, kontrolliert die Ernte und wirbt für das «Safrandorf» Mund.

## Geschichte
Mund wurde schriftlich erstmals 1259 erwähnt (Petro de hengart de munt) und war damals ein Bestandteil der Kirchgemeinde Naters. Älter ist ein Wappen von Mund, das die Zahl 1212 trägt und an ein legendäres Gefecht oberhalb Munds erinnert. Der Ort war zu dieser Zeit Teil der Grafschaft Wallis, die seit 999 dem Bischof von Sitten gehörte und meist Adeligen aus der Region als Lehen vergeben wurde.
1348 wurde eine Kapelle in Mund errichtet, wohl um daneben die Pesttoten zu begraben. 1727 trennte sich Mund von der Mutterpfarrei Naters, nachdem 1721 eine Kirche im barocken Stil anstelle der vormaligen Kapelle gebaut worden war. 1962 bis 1964 wurde an der nämlichen Stelle die jetzige Kirche errichtet; von der ersten Kirche steht nur noch der Turm. 2006 wurde die Kirche nach asbestbedingten Renovierungsarbeiten wiedereröffnet.
Der Ort war seit 1355 Teil des Zehnden Naters. Ihre vom Adel unabhängige Stellung wird jedoch erst 1420 anerkannt. 1427 entstand die selbständige Gemeinde Mund durch Loskauf von den Herren von Raron, die durch Heirat die Herrschaft über Mund erhalten hatten. Aus dieser Zeit stammt auch der Zehntenstadel, in dem heute das Safran-Museum untergebracht ist.
Der Ortsname geht auf frankoprovenzalisch mont, munt zurück, das seinerseits von lateinisch mons, Akkusativ montem «Berg» stammt.

## Bevölkerung
| Jahr      | 1811 | 1850 | 1900 | 1950 | 2000 | 2012 |
| --------- | ---- | ---- | ---- | ---- | ---- | ---- |
| Einwohner | 294  | 442  | 546  | 646  | 574  | 544  |

## Bilder

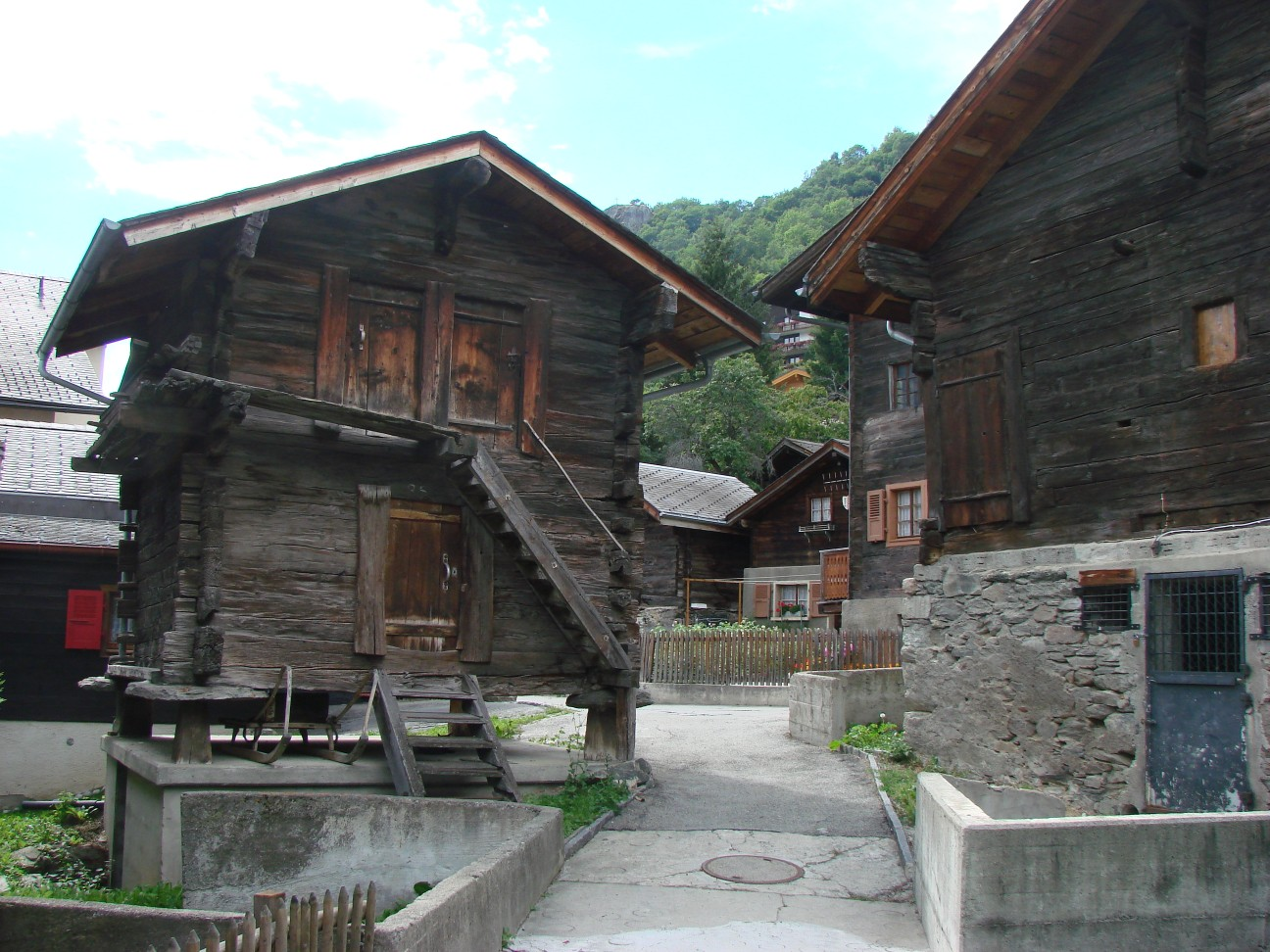
Ein typischer Walliser Spycher aus Mund
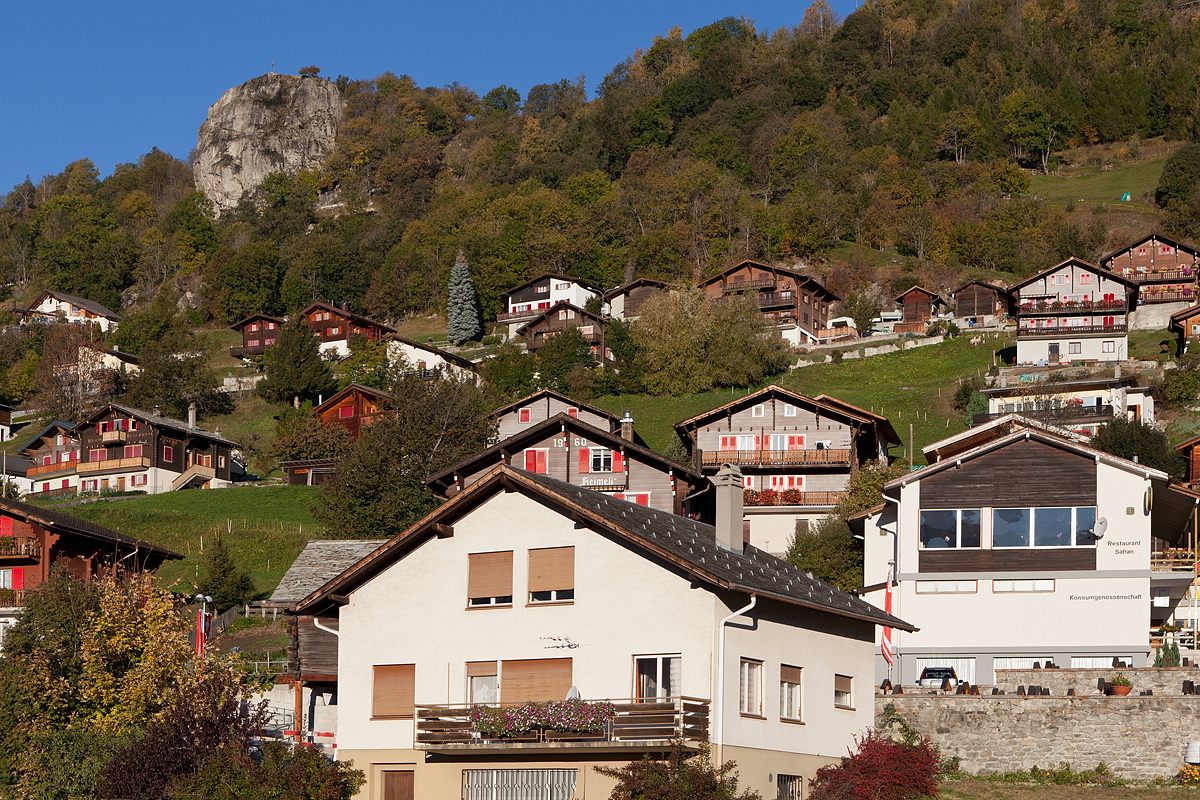
Restaurant und Dorfladen
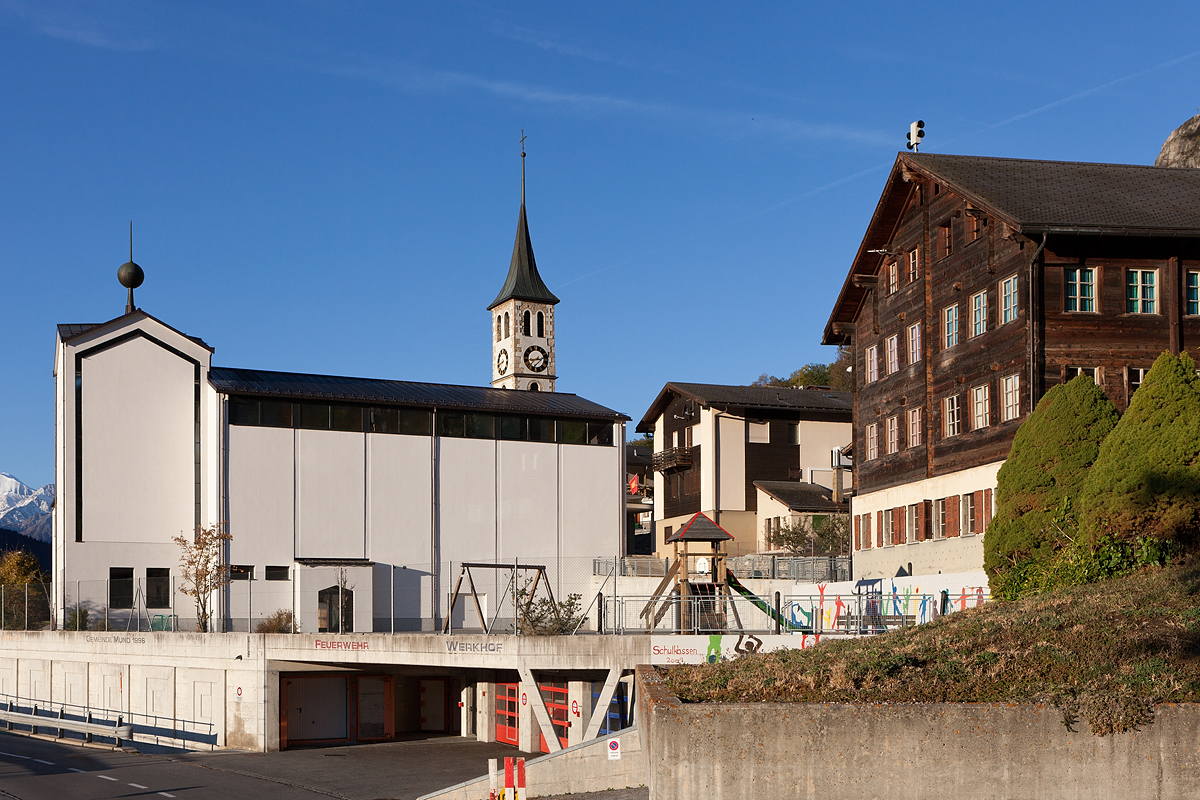
Kirche St. Jakob und Schulhaus
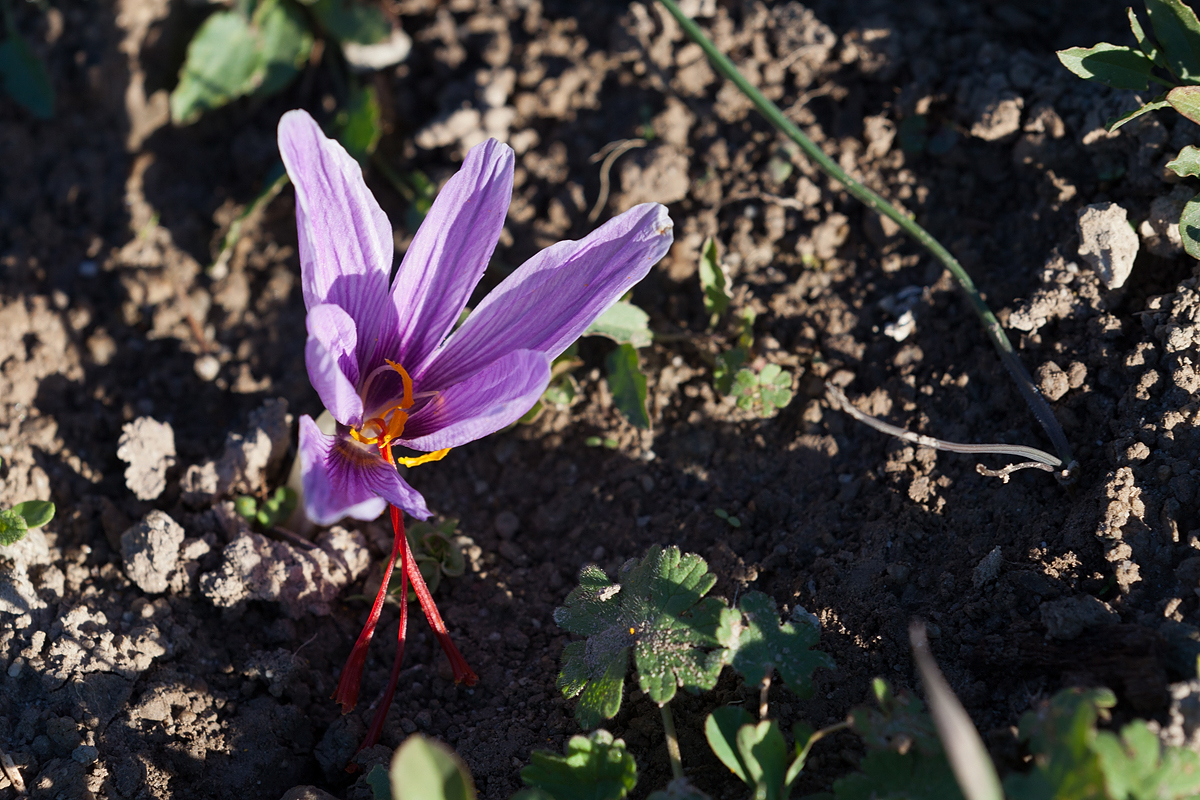
Safranblüte
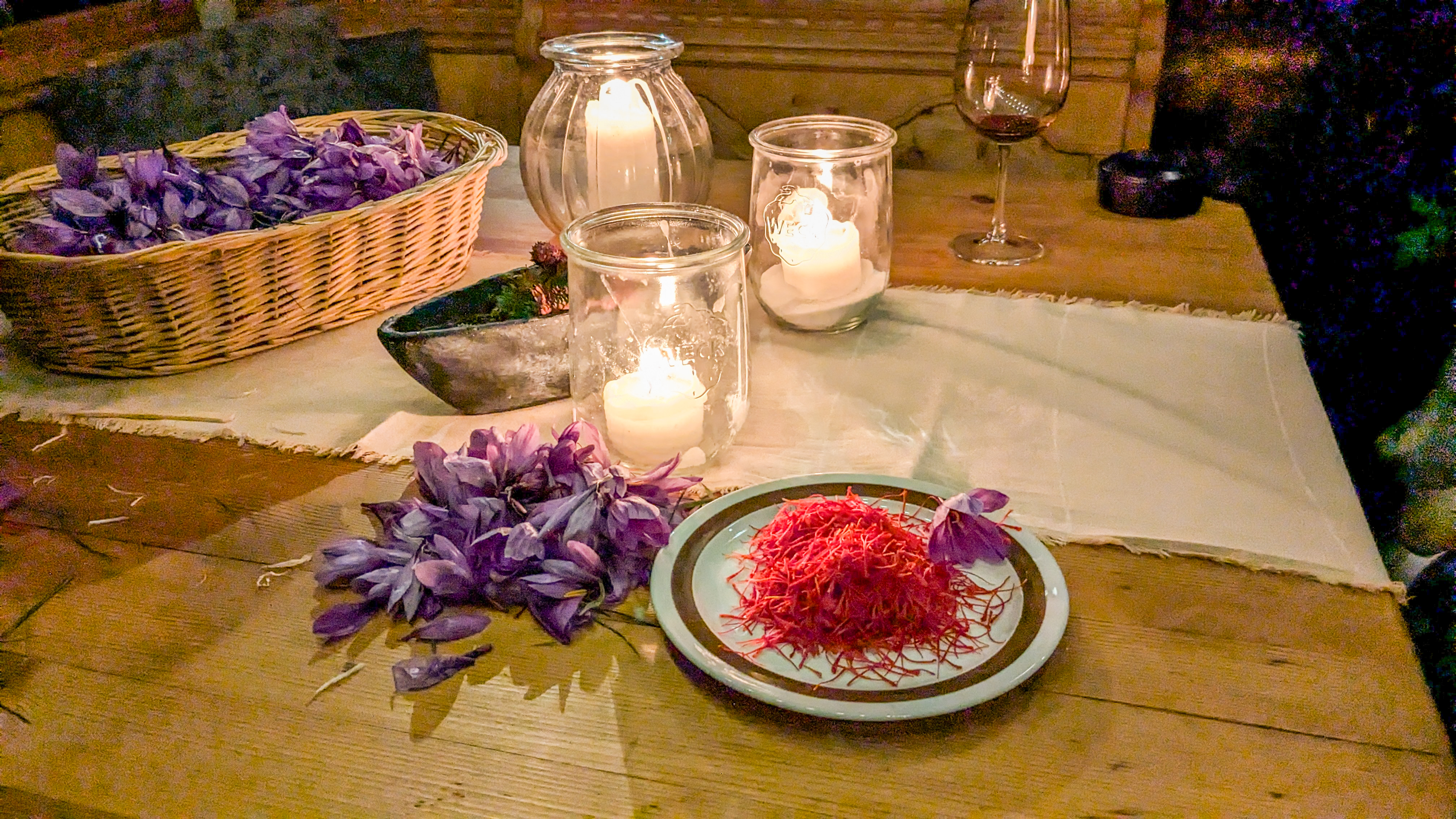
Frische Safranfäden aus Mund VS
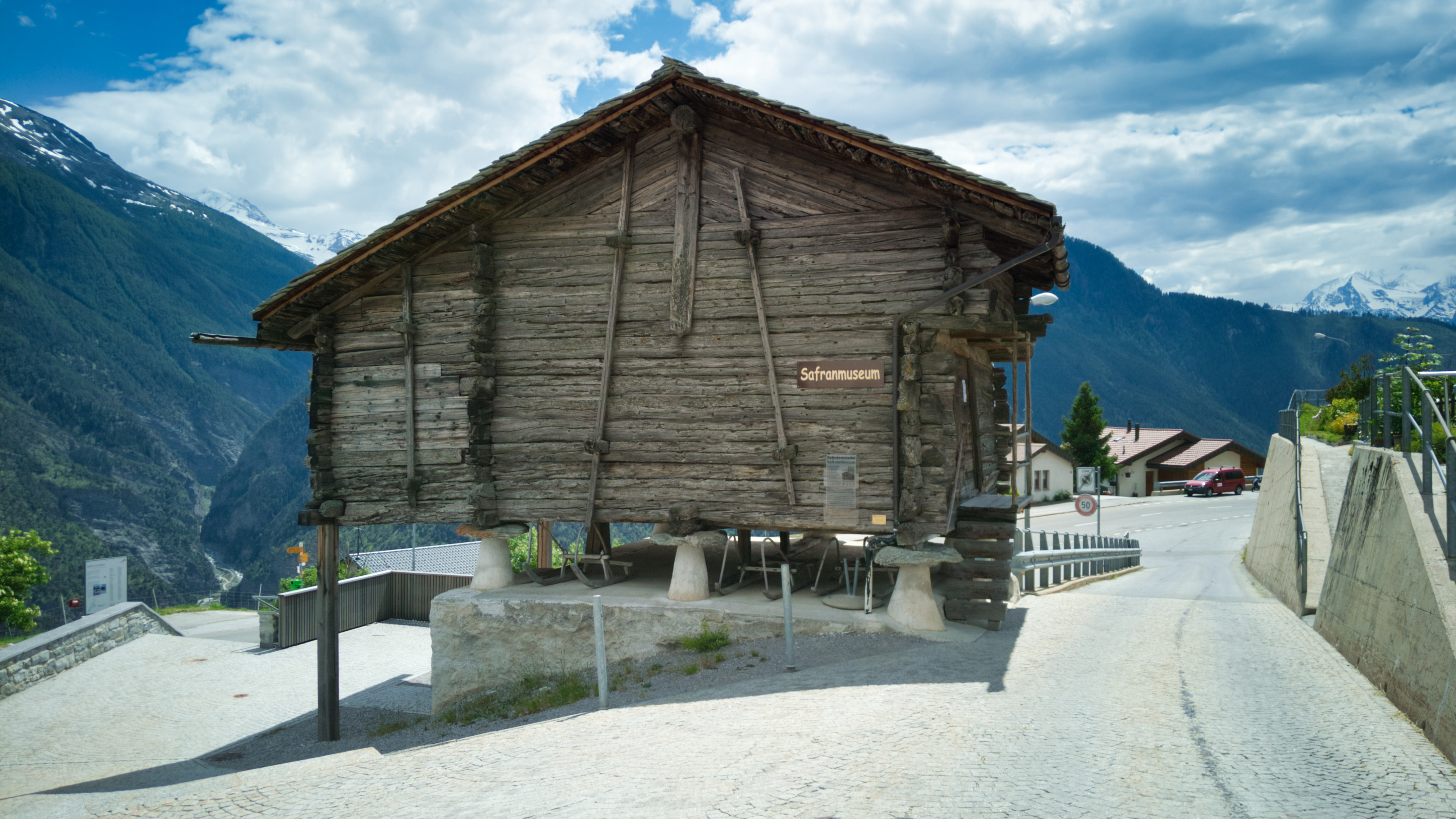
Safranmuseum
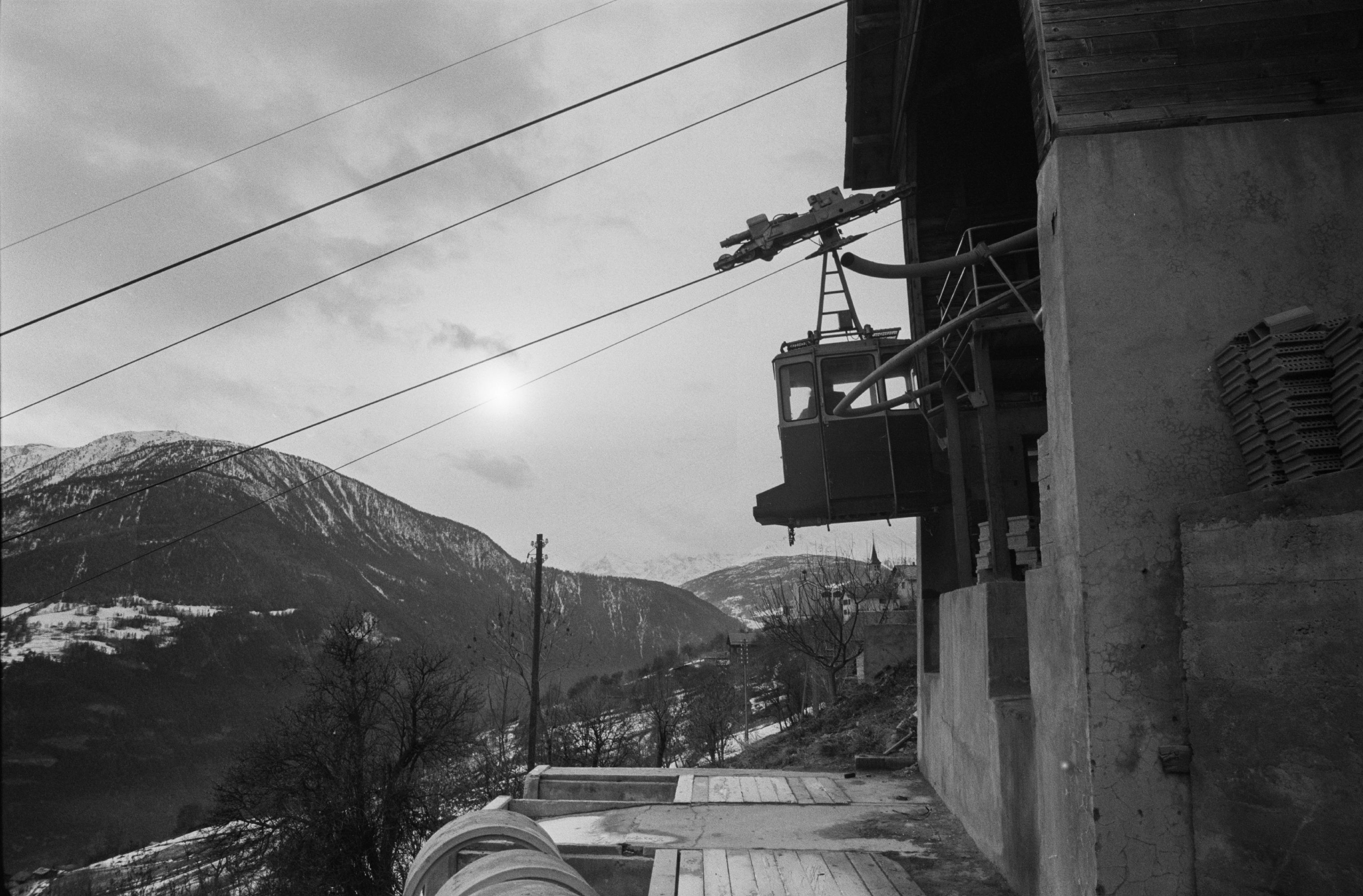
Luftseilbahn: Bergstation Mund (1951 bis 1984 in Betrieb)
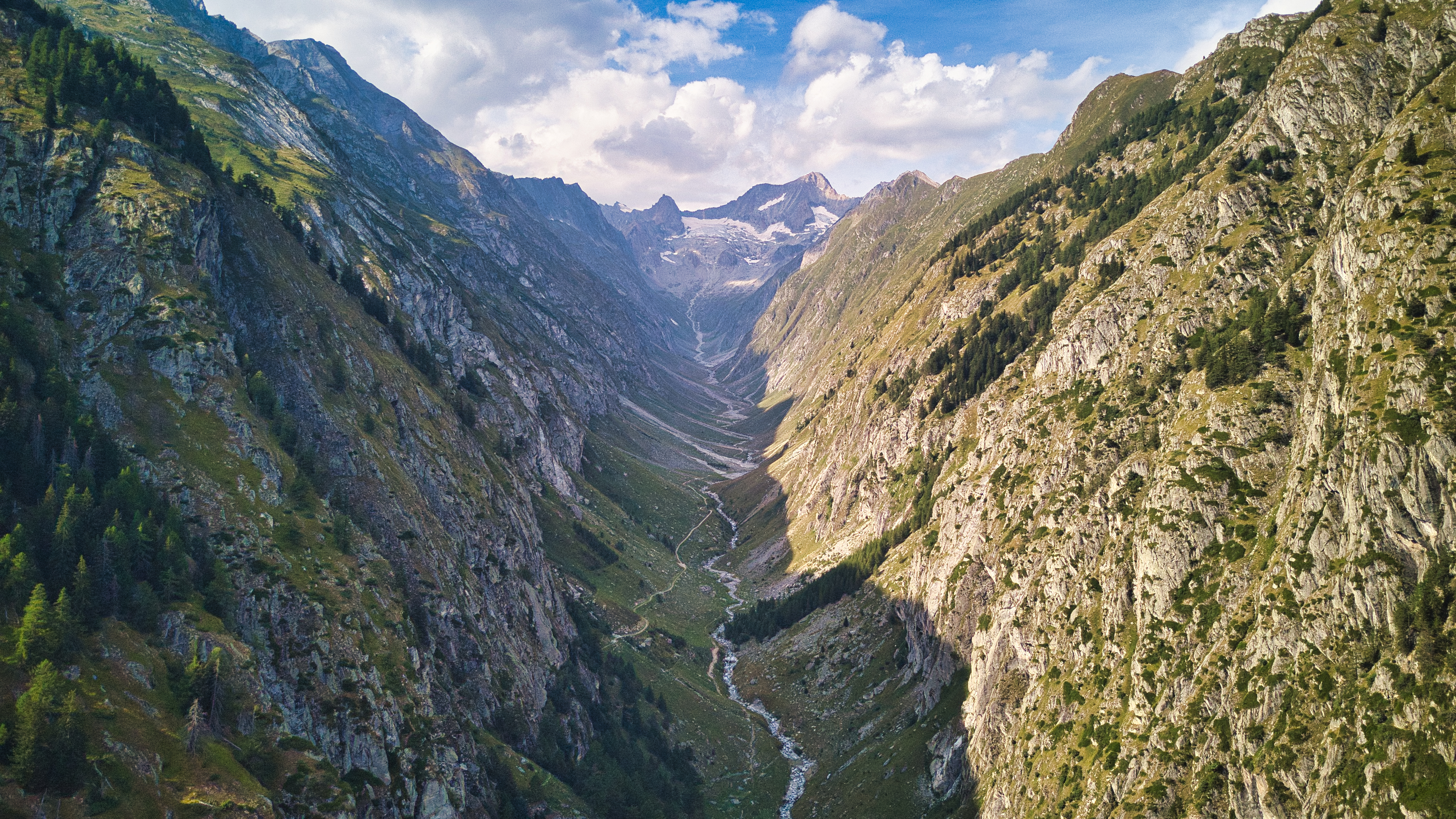
Gredetschtal nördlich des Dorfes Mund VS
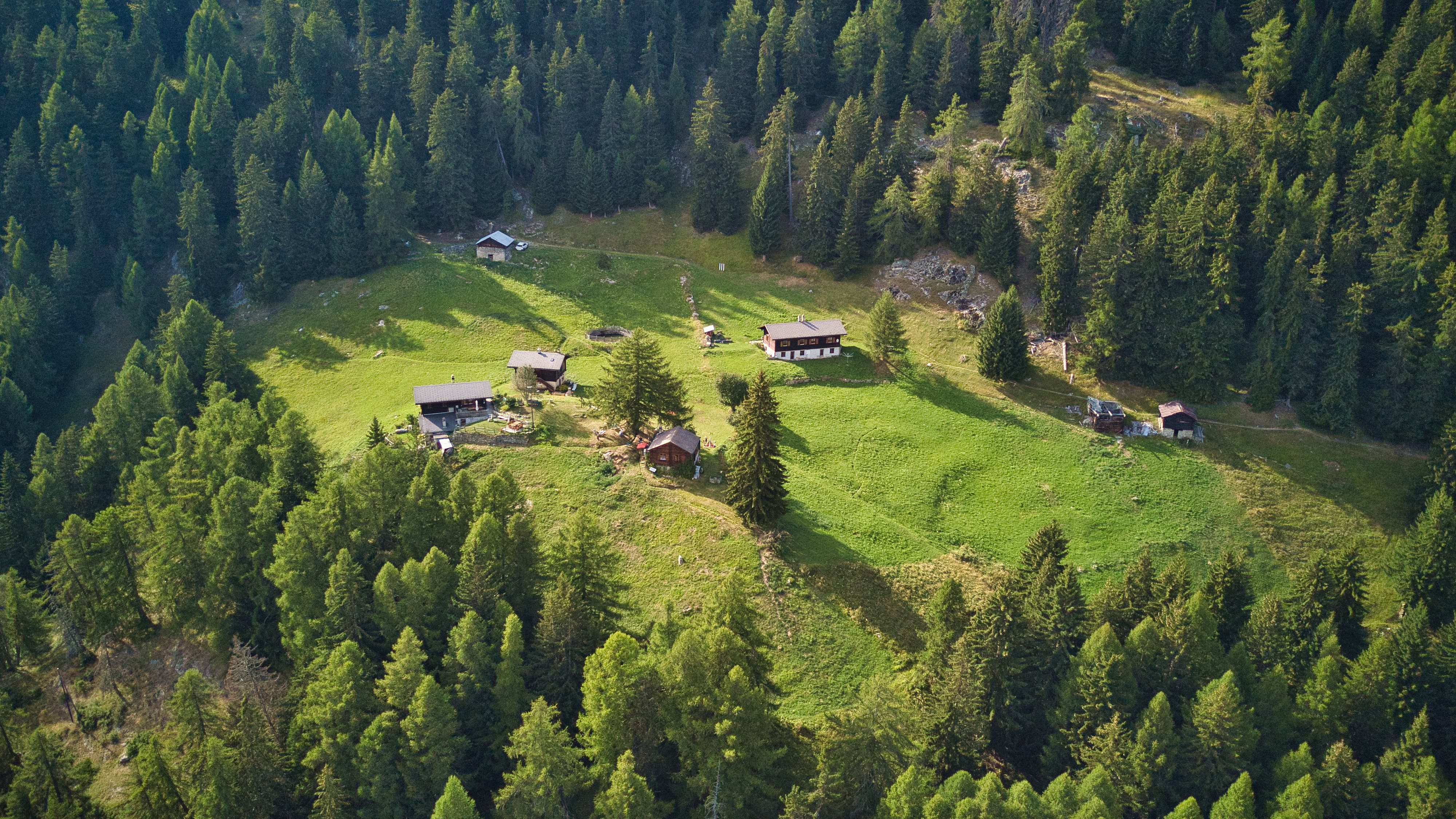
Bergweiler Ewigschmattu oberhalb Mund VS